# Passaggio Mädler
Il Passaggio Mädler (Mädlerpassage) è l'ultima galleria commerciale storica completamente conservata e coperta da un tetto in vetro continuo nel centro della città di Lipsia in Germania. È una struttura di vendita al dettaglio di lusso, ristoranti, uffici e istituzioni culturali.

## Descrizione
Il passaggio è composto da tre bracci, disposti a forma di T. Nel punto in cui i tre bracci si incontrano c'è una rotonda ottagonale con un diametro di circa 12 m. Il braccio più lungo da Grimmaische Straße alla rotonda fu costruito per primo ed è lungo circa 75 m. Simile al modello dell'edificio della Galleria Vittorio Emanuele II di Milano, il passaggio è delimitato da facciate stradali disegnate verso l'interno. In questa sezione, il passaggio largo da 6 m a 7 m è coperto da un tetto in vetro in una costruzione in nervature d'acciaio sopra il secondo piano a un'altezza di circa 13 m. Ci sono altri due piani sopra questo.
Come seconda fase di costruzione, poco dopo fu costruito il braccio del passagio dalla rotonda a Neumarkt, così che la planimetria fu ampliata a L. Solo nel 1963-65, quando fu costruito il centro espositivo Messehaus am Markt della Fiera di Lipsia, fu aggiunto il terzo braccio del passage a Petersstraße, creando l'attuale forma a T. Il collegamento da Neumarkt a Petersstraße è lungo 110 m. La sezione aggiunta più di recente è alta solo il piano terra ed è illuminata artificialmente.
Nella prima sezione della galleria si accede alla storica cantina Auerbachs Keller. Ecco la doppia statua di due gruppi di figure in bronzo di Mathieu Molitor (1873-1929). Rappresenta dottor Faust e Mefistofele da un lato, un gruppo di studenti incantati dall'altro, come citazione dalla scena della cantina Auerbach nel Faust di Goethe.
Oltre allo storico Auerbachs Keller nel seminterrato, nel passaggio si trovano oltre 20 piccoli negozi e ristoranti. I piani superiori offrono, tra le altre cose, spazio per uffici, il cabaret Sanftwut e una sala d'arte di 250 m².

## Storia

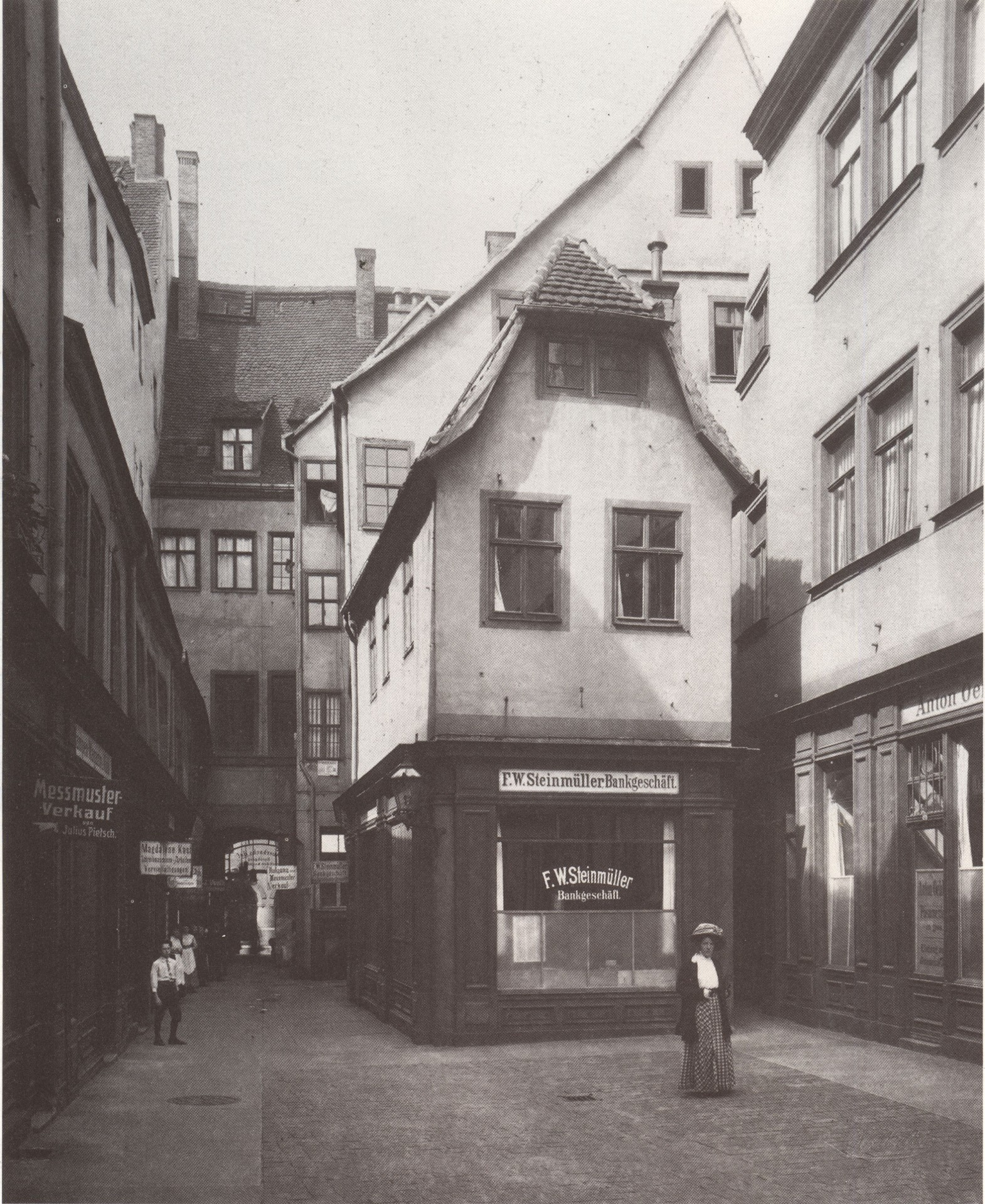
Auerbachs Hof intorno al 1905

Tra il 1530 e il 1911, sulla proprietà c'era il complesso edilizio Auerbachs Hof. Il 1º gennaio 1911, Auerbachs Hof e una proprietà vicina furono venduti al produttore di valigie e pelletteria Anton Mädler (1864–1925). Egli fece demolire tutti gli edifici e costruì il centro espositivo Mädler dal 1912 al 1914 secondo i piani dell'architetto Theodor Kösser.
Fu creato un edificio di passaggio di cinque piani con un passaggio lungo 142 m e di quattro piani. Il portale ad arco all'ingresso del passaggio è fiancheggiato da due figure femminili a grandezza naturale in tonaca che trasportano uva e un vaso. Fanno riferimento allo scopo della casa come cantina (Auerbachs Keller) e centro espositivo per i settori della porcellana, della ceramica e della terracotta (area espositiva 5.700 m²). Dal 1969 nella rotonda del passaggio è presente un carillon di porcellana di Meissen. Il complesso è stato utilizzato come centro espositivo fino al 1989.
Dopo la riunificazione tedesca, Jürgen Schneider acquistò la maggior parte della proprietà dalla comunità di eredi Mädler nel 1991 per 80 milioni di Marchi tedeschi. Voleva rinnovare il passaggio. Ciò non accadde dopo il fallimento della sua azienda. "Questi eventi sono passati alla storia come uno spettacolare caso criminale nella storia economica tedesca e ricordano gli investimenti privati sfrenati durante il boom edilizio nei primi anni novanta".
Nel 1995 la Commerzbank ne assunse la maggioranza. Dal 1995 al 1997 il passaggio venne ampiamente ristrutturato e gli venne dato un nuovo utilizzo. Nel 2008 la Commerzbank cedette la sua quota di maggioranza nella Maedler-Passage Property GmbH & Co. KG a una società del gruppo MIB di Berlino/Lipsia. Le azioni rimanenti appartengono alla nipote di Anton Mädler.
Nel dicembre 2023, gli attivisti dell'Ultima Generazione (movimento per il clima) hanno spruzzato vernice sull'albero di Natale nella rotonda del passaggio Mädler.

## Galleria fotografica

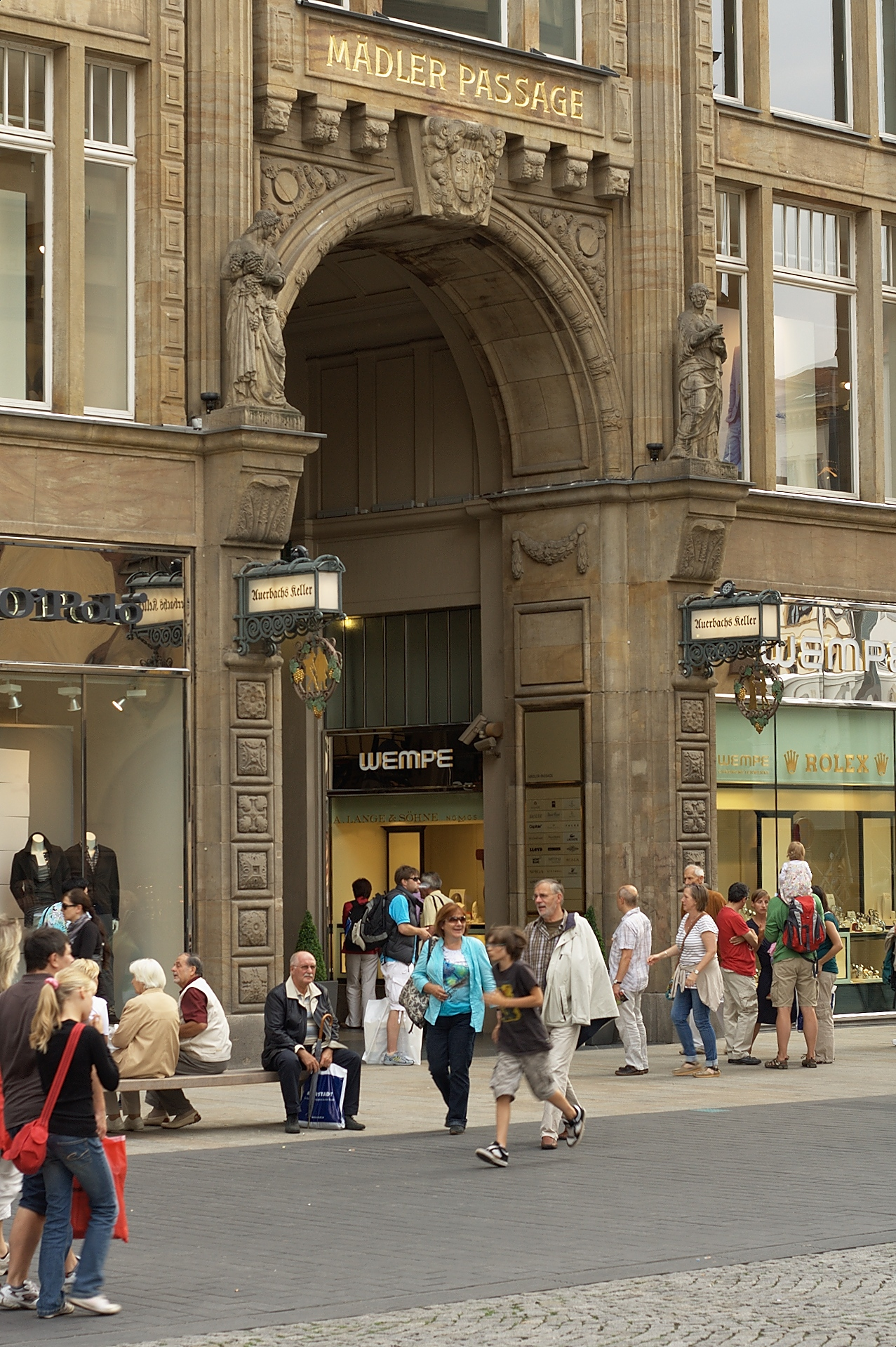
Ingresso da Grimmaische Strasse
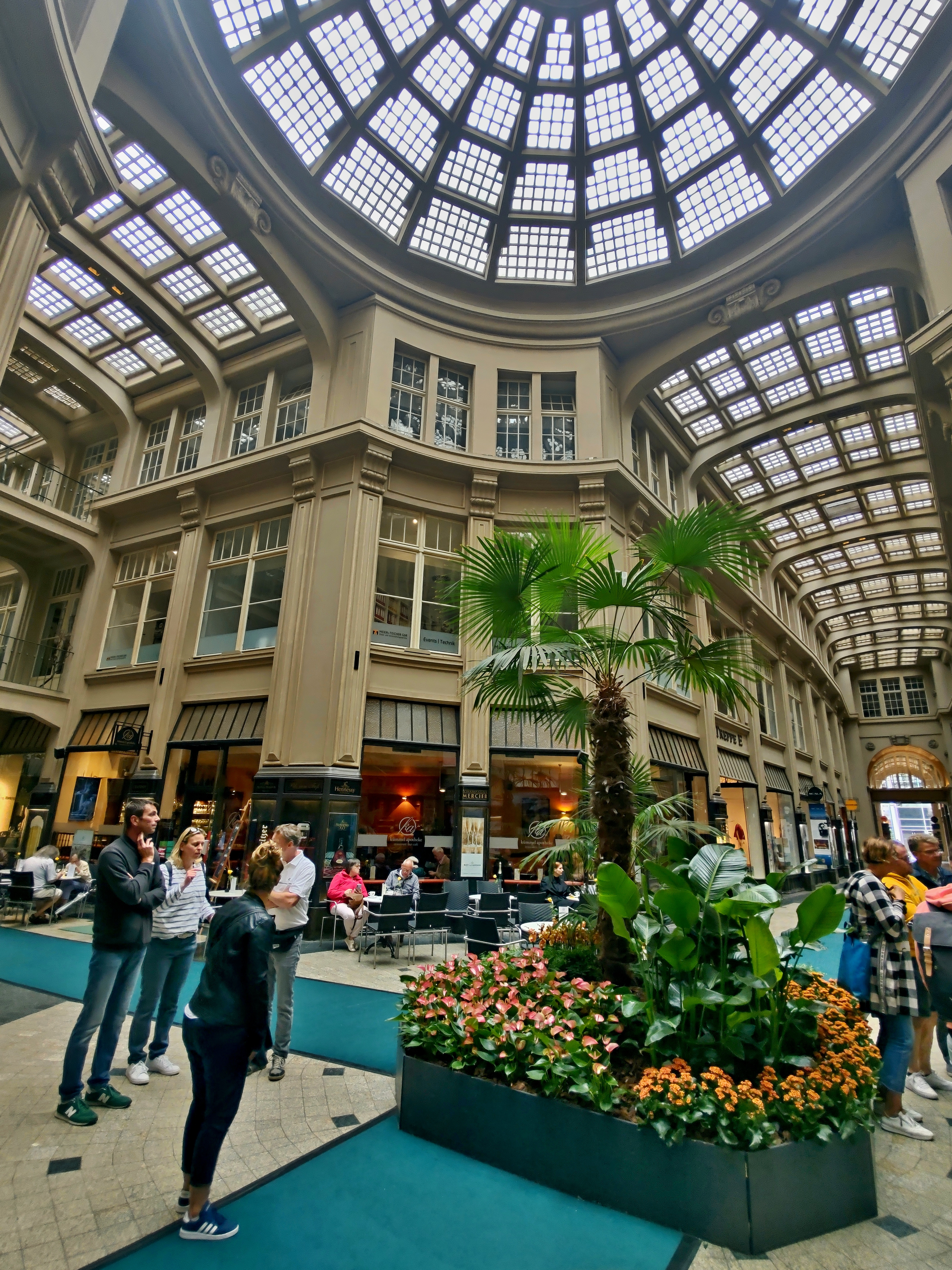
Nella rotonda del passaggio Mädler
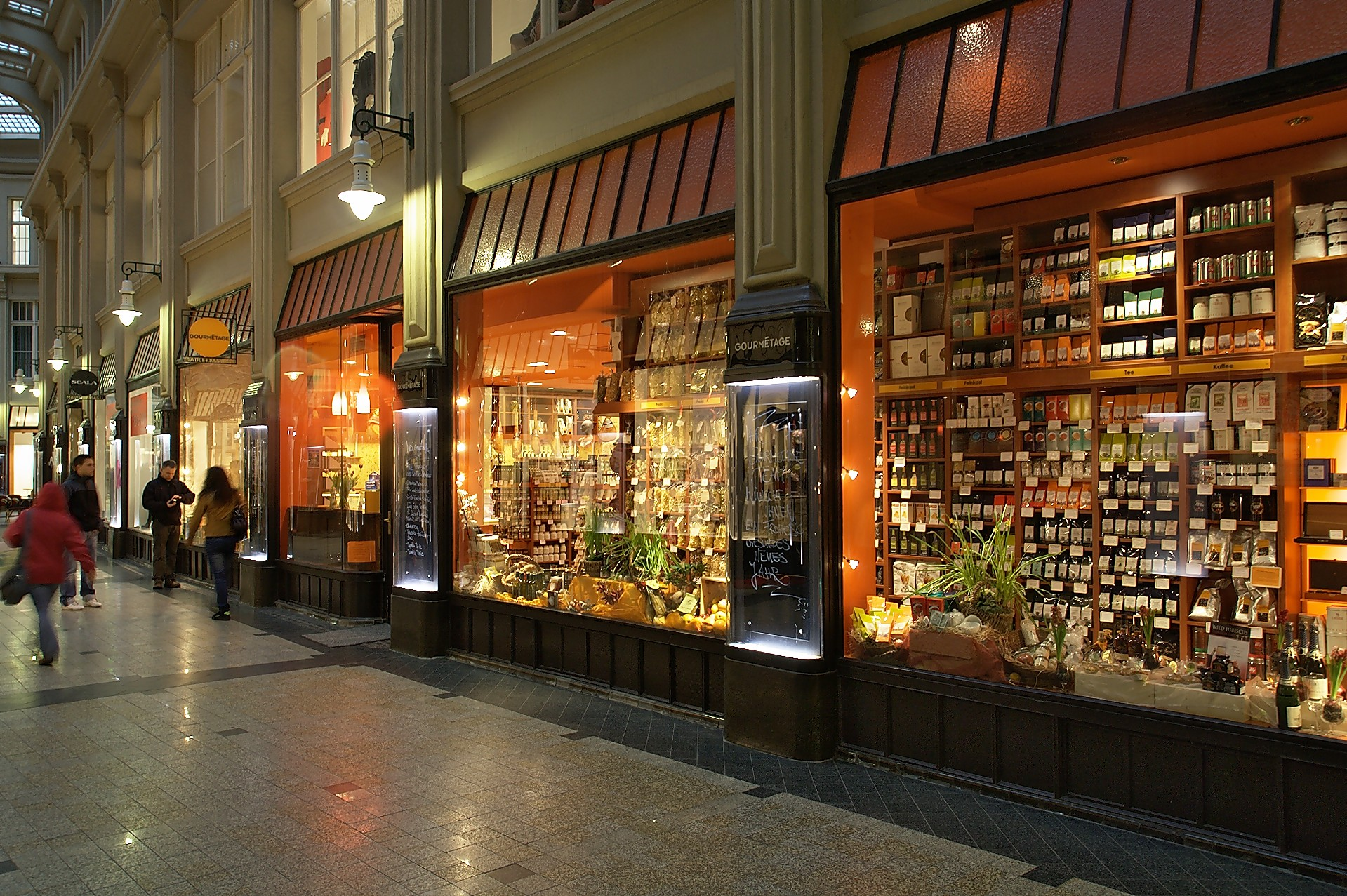
Negozi nel passaggio Mädler
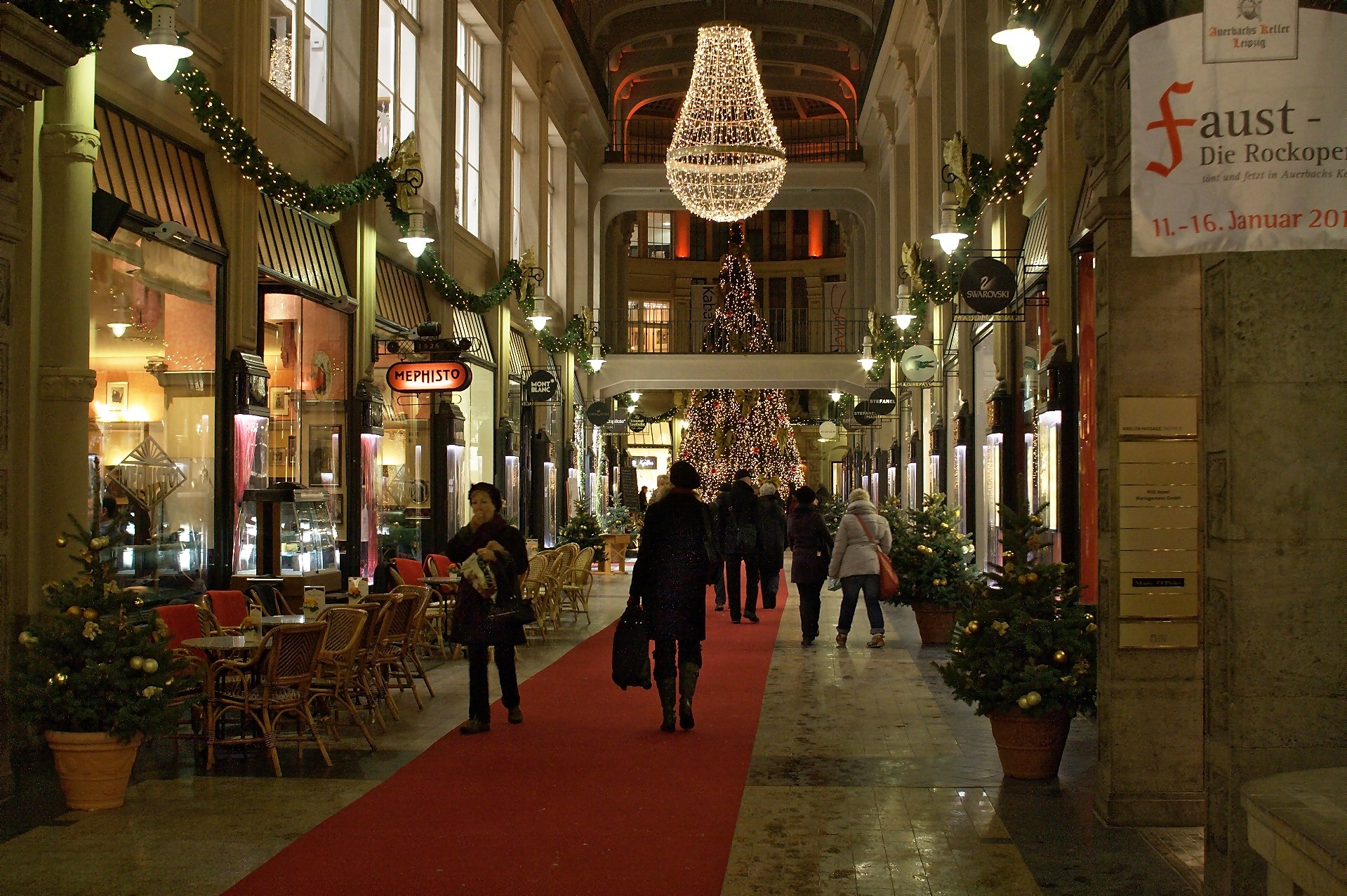
Il passaggio Mädler con decorazioni natalizie
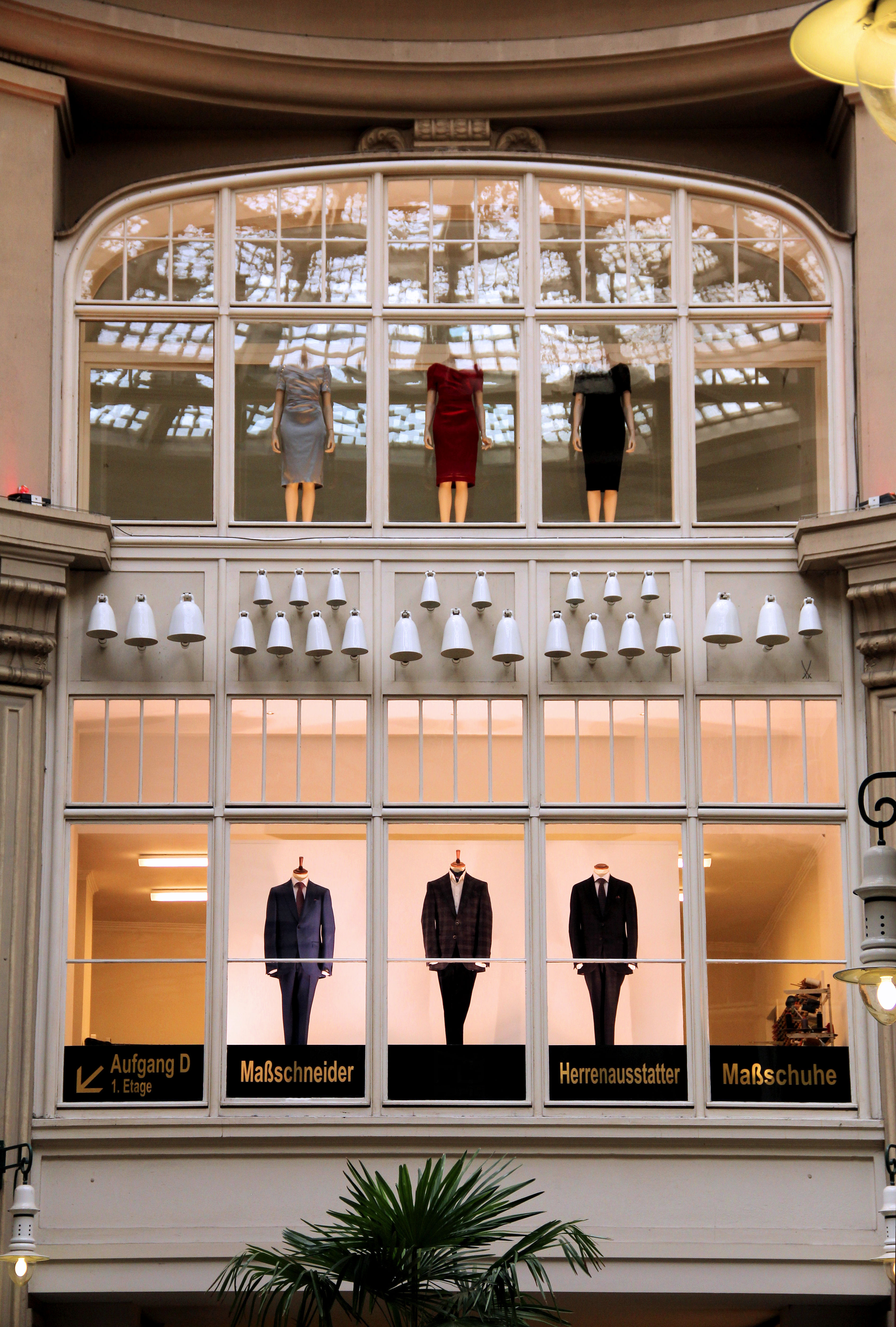
Carillon in porcellana